# 中礁
中礁，越南称为东长沙岛（越南语：／），中国渔民俗称弄鼻仔，是南中国海南沙群岛尹庆群礁的4个干出礁之一，因位于尹庆群礁中部，故得名。它位于中国控制的华阳礁以西，是一个长约900米的环礁，礁湖水深7.3—14.6米。。现由越南实际控制，中国聲称对其拥有主权。
1935年中华民国水陆地图审查委员会公布名称为“中央礁”。1947年中華民國內政部方域司及1983年中华人民共和国中国地名委员会公布名称均为“中礁”。中礁于1978年被越南占领，目前驻军约一个排。